# Onthophagus concolor
Onthophagus concolor là một loài bọ cánh cứng trong họ Bọ hung (Scarabaeidae).